# Andrássyové
Andrássyové (maďarsky Andrássy család) je starobylý uherský šlechtický rod, který patřil mezi nejvýznamnější v dějinách Uherska. Úplný název rodu zní Andrássy de Csíkszentkirály et Krasznahorka, přičemž Csíkszentkirály je maďarský název města Sâncrăieni v dnešním Rumunsku a Krásna Hôrka název hradu na Slovensku.

## Významní členové rodů

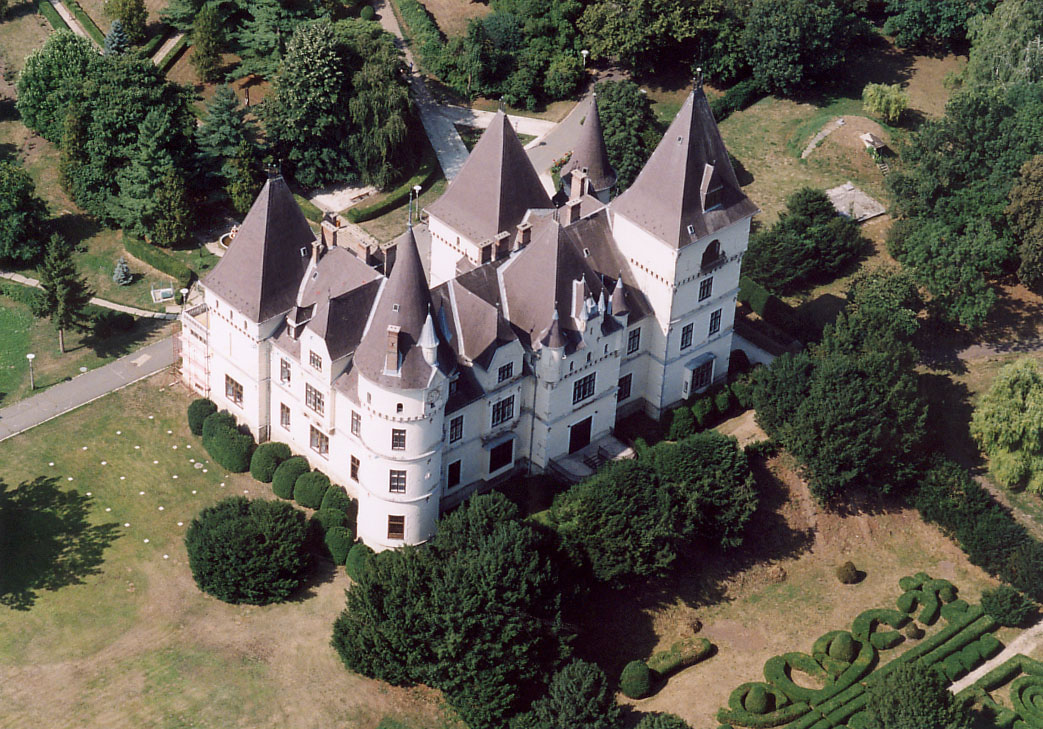
Rodový zámek v maďarské Tiszadobi

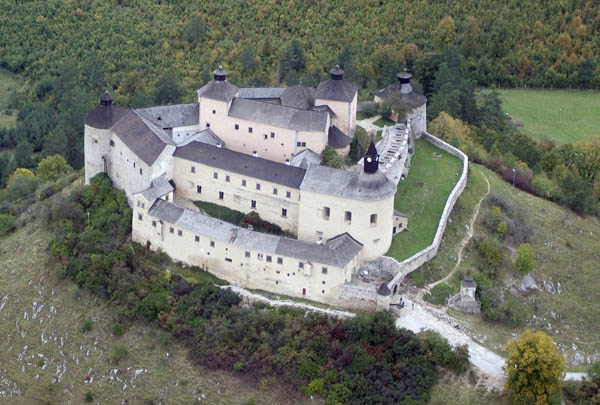
Hrad Krásna Hôrka

- Mikuláš Andrássy (1686–?), nejvyšší ispán Gemerského kraje
- Petr Andrássy (1659–1715), nejvyšší ispán Gemeru, syn Mikuláše Andrássyho
- Baron Štěpán Andrássy, uherský generál a bratr Petra Andrássyho
- Baron Josef Andrássy
- Baron Karel Andrássy (1725–1792), v roce 1779 získal hraběcí titul
- hrabě Josef Andrássy (1762–1834)
- hrabě Karel Andrássy (1792–1845), uherský politik
- hrabě Julius Andrássy starší (1823–1890), uherský státník, předseda vlády Uherského království a ministr zahraničních věcí Rakouska-Uherska
- hrabě Julius Andrássy mladší (1860–1929), syn Julia Andrassyho

## Ostatní
- Andrássyho třída v Budapešti
- Německá univerzita Julia Andrássyho v Budapešti
- Andrássyho palác v Košicích
- Andrássyho nóta